# (14852) 1989 SE
(14852) 1989 SE est un astéroïde de la ceinture principale d'astéroïdes découvert en 1989.

## Description
(14852) 1989 SE a été découvert le 23 septembre 1989 à l'observatoire de Kani (Japon) par Yoshikane Mizuno et Toshimasa Furuta.

### Caractéristiques orbitales
L'orbite de cet astéroïde est caractérisée par un demi-grand axe de 2,54 UA, un périhélie de 1,80 UA, une excentricité de 0,29 et une inclinaison de 7,65° par rapport à l'écliptique. Du fait de ces caractéristiques, à savoir un demi-grand axe compris entre 2 et 3,2 UA et un périhélie supérieur à 1,666 UA, il est classé, selon la JPL Small-Body Database, comme objet de la ceinture principale d'astéroïdes.

### Caractéristiques physiques
(14852) 1989 SE a une magnitude absolue (H) de 14,3 et un albédo estimé à 0,331.